# National Three Peaks Challenge
Die National Three Peaks Challenge („Nationale Drei-Gipfel-Herausforderung“) ist eine individuelle Ausdauerprüfung in Großbritannien, bei der die Teilnehmer die höchsten Berge der drei Länder England, Schottland und Wales besteigen. Sie wird auch allgemein als Three Peaks Challenge oder Three Peaks bezeichnet und ist nicht zu verwechseln mit der Yorkshire Three Peaks Challenge.

## Die Herausforderung
Obwohl es keine festen „offiziellen“ Regeln gibt, wird allgemein als Erfolg nur eine Absolvierung innerhalb von 24 Stunden oder während eines Wochenendes anerkannt, was den Einsatz eines motorisierten Transportmittels unerlässlich macht. Einige Teilnehmer starten und beenden die Challenge auf Meereshöhe, während die Mehrheit den Start- und Endpunkt an den Fuß des ersten bzw. letzten Berges legt.
Die Berge, die erstiegen werden müssen, sind (der Höhe nach) Ben Nevis (1345 m) in Schottland, Snowdon (1085 m) in Wales und Scafell Pike in England (978 m). Die Gesamtstrecke der Anstiege entspricht mit 42 km etwa einem Marathonlauf und die Durchführung erfordert eine Reisestrecke von etwa 765 Kilometern. In der Regel wird mit dem Ben Nevis begonnen, dem höchsten und für die meisten am weitesten entfernten Berg, führt dann zum Scafell Pike im Lake District und endet am Snowdon in Wales.
Obwohl jedes Jahr eine große Anzahl von Personen die Three Peaks Challenge absolvieren, gibt es keine offizielle Organisation. Für die meisten steht die sportliche Herausforderung im Vordergrund, und sie lassen sich hauptsächlich von Freunden unterstützen, die Versorgung und Transport organisieren. Es gibt auch immer wieder professionell organisierte Gruppen, die mit der Durchführung der Three Peaks Challenge einen karitativen Aspekt verbinden und Spenden sammeln.
Bisher wurde die Route in weniger als 15 Stunden inklusive 10 Stunden Fahrzeit beendet.

## Durchführung
Um lange Tageslichtzeiten und gutes Wetter zu nutzen, wird der Versuch, die drei höchsten Berge Großbritanniens an einem Tag zu besteigen, in der Regel im Sommer unternommen. Dabei hat sich im Laufe der Jahre nach Erfahrungswerten ein bestimmter Ablauf als optimal erwiesen, um die Herausforderung erfolgreich zu bestehen.

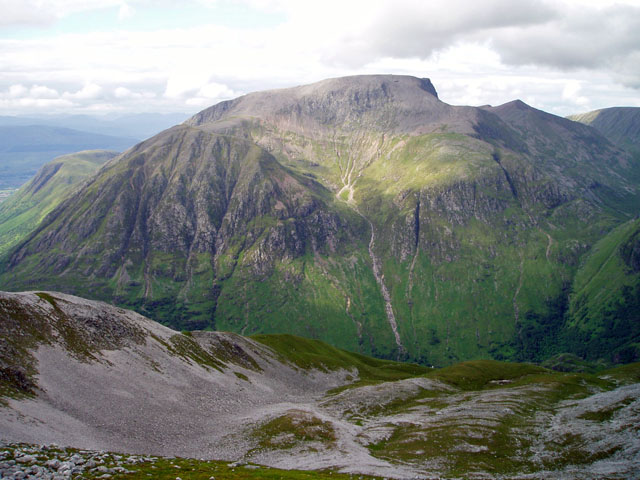
Ben Nevis – Schottland

In der Regel wird mit dem Aufstieg zum Ben Nevis um 17:00 Uhr begonnen. Mit diesem Zeitplan kann der Gipfel nach etwa 1.300 Höhenmeter gegen 20:00 Uhr und der Ausgangspunkt wieder um 22:00 Uhr erreicht werden. Die Jahreszeit ist entscheidend, denn wenn der Aufstieg eher begonnen werden muss, um noch vor Einbruch der Dunkelheit zurück zu sein, bleibt am nächsten Tag weniger Zeit, den Scafell Pike zu besteigen, wenn man am frühen Morgen nicht in der Dunkelheit starten will.
Nach erfolgter Rückkehr vom Ben Nevis wird sofort in Richtung Süden zum Lake District gestartet und während der Fahrt gegessen.
Wegen der unvermeidlichen Transferfahrten ist es unerlässlich, ein Team zur Unterstützung dabei zu haben, das für den Transport, die Zubereitung von Mahlzeiten und andere Hilfe zuständig ist.
Die Fahrt von Schottland in den Lake District ist die längere der beiden zurückzulegenden Strecken, dauert abhängig von Fahrgeschwindigkeit und Verkehrsverhältnissen etwa sechs bis sieben Stunden und sollte von den Teilnehmern unbedingt für ein wenig Schlaf genutzt werden.
Erreicht man den Lake District bis 4:30 Uhr, kann der Scafell Pike über unterschiedliche Routen bestiegen und der Gipfel gegen 7:00 Uhr erreicht werden. Der normale Weg beginnt bei Wasdale Head; eine weitere oft genutzte Route führt von Seathwaite auf den höchsten Punkt Englands.
Obwohl der Scafell Pike der niedrigste der drei zu ersteigenden Berge ist, wird er meist als die größte Herausforderung beschrieben. Das liegt vermutlich an der Tatsache, dass der Ben Nevis zu Beginn recht zügig erstiegen wurde und nach einer langen Fahrt ohne ausreichend Schlaf am frühen Morgen die steilste Etappe bewältigt werden muss.
Hat man die richtige Route ohne wesentliche Verzögerungen absolviert, kann nach Rückkehr gegen 8:30 Uhr zur dritten Etappe auf den Snowdon Richtung Wales gestartet werden.
Während der nächsten etwa fünfstündigen Fahrt haben die meisten mit Müdigkeit und Hunger zu kämpfen. Außerdem machen sich Sorgen breit, die Challenge erfolgreich zu beenden, da die Zeit knapp zu werden droht, besonders wenn auf den engen Zufahrtsstraßen zum Snowdonia-Nationalpark nur langsam gefahren werden kann.

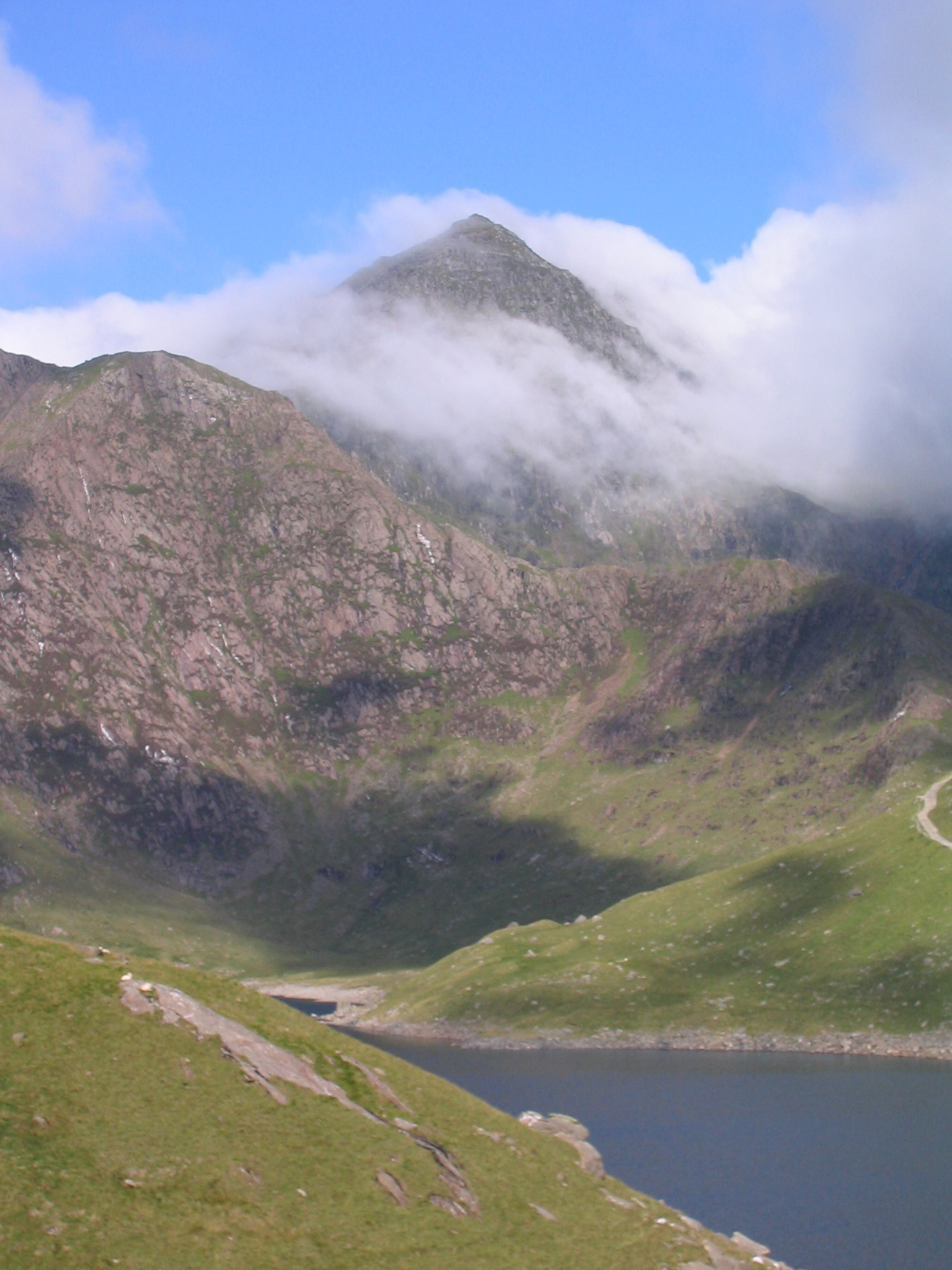
Snowdon – Wales

Bis 13:30 Uhr sollte der Aufstieg zum Snowdon begonnen werden, um den höchsten Punkt von Wales gegen 15:30 Uhr zu erreichen. Das lässt eine Restzeit von eineinhalb Stunden, um die Three Peaks Challenge erfolgreich abzuschließen.

## Three-Peaks-Staffel
1977 hat ein Läuferteam des Vauxhall Motors Athletic Club mit fünf Teilnehmern die gesamte Strecke von etwa 470 Meilen (756 km) in 54 Stunden 57 Minuten und 47 Sekunden zurückgelegt.
Im August 1981 wurde dieser Rekord von einem anderen Team desselben Clubs um 18 Minuten und 14 Sekunden unterboten. Soweit bekannt, wurde diese Zeit von 54:39:14 Stunden bis heute nicht verbessert.

## Kritik
Während die Three Peaks Challenge im Laufe der Jahre immer populärer geworden ist, wurden auch kritische Stimmen lauter. Die Bewohner und örtlichen Behörden sowie Naturschützer beklagen zunehmenden Verkehr, Umweltverschmutzung und Lärmbelästigung. Es wird auch kritisiert, dass Teilnehmer erhebliche Erosionsschäden hervorrufen, indem sie nicht die üblichen Pfade nutzen, sondern Abkürzungen suchen, um damit Zeit zu sparen.
Obwohl die Three Peaks Challenge immer wieder eingesetzt wird, um für karitative Zwecke Geld zu sammeln, wird kritisiert, dass die Ressourcen anderer, auf Spenden angewiesener Hilfsorganisationen wie Bergwacht oder Rettungsdienste erheblich belastet werden.
Das Institute of Fundraising hat zusammen mit der Lake District National Park Authority Richtlinien herausgegeben, die den Organisatoren solcher Wohltätigkeitsveranstaltungen helfen sollen, Kritikpunkte zu vermeiden:
- keine Durchführung an Wochenenden
- keine Durchführung in den Monaten Juni und Juli
- keine Teilnehmerzahlen über 200

Befürworter dieser Benefizveranstaltungen weisen darauf hin, dass es lediglich eine kleine Zahl von Teilnehmern ist, die durch unangebrachtes Verhalten Probleme bereiten und dass die geleisteten Spenden die Kosten des kritisierten Verhaltens bei weitem übersteigen.
Trotzdem wird von verschiedenen Seiten immer wieder festgestellt, dass die Probleme durch unerfahrene und schlecht ausgerüstete Teilnehmer kontinuierlich zunehmen. So müssen die freiwilligen Helfer der örtlichen Bergrettungsteams immer wieder besonders Teilnehmern helfen, die ihre körperlichen Fähigkeiten überschätzt haben, den äußerlichen Bedingungen in den Bergen zu widerstehen oder die nicht in der Lage sind, sich im unwegsamen Gelände zu orientieren.

## Erweiterung um Berge in Irland
Zu den drei Bergen der Hauptinsel können noch der nordirische Slieve Donard und der Carrantuohill in der Republik Irland hinzugefügt werden. Diese Variante wird allerdings selten gewählt und meistens im Rahmen einer größeren Wohltätigkeitsveranstaltung durchgeführt. Sie erfordert einen umfangreichen logistischen Aufwand bis hin zum Einsatz von Helikoptern.